# The Oriental Land Company
The Oriental Land Company is een Japans bedrijf dat gespecialiseerd is in entertainment en toerisme. Het bedrijf is opgericht op 11 juli 1960 en is gevestigd in Urayasu, Japan. Het bedrijf beheert het Tokyo Disney Resort, dat eveneens in Urayasu gelegen is.
De CEO van het bedrijf is Kyoichiro Uenishi. De belangrijkste shareholders van het bedrijf zijn Keisei Electric Railway and Mitsui Fudosan.

## Activiteiten
The Oriental Land Company beheert het Disney-themapark in Japan en de hotels in het resort. Tot april 2010 beheerde het bedrijf ook de Disney Stores in Japan, maar die verkocht het toen aan Disney.

### Themaparken
- Tokyo Disneyland (Tokyo Disney Resort)
- Tokyo DisneySea (Tokyo Disney Resort)

### Hotels
- Tokyo DisneySea Hotel MiraCosta (Tokyo Disney Resort)
- Disney Ambassador Hotel (Tokyo Disney Resort)
- Tokyo Disneyland Hotel (Tokyo Disney Resort)
- Palm & Fountain Terrace Hotel

### Entertainment
- Ikspiari (Tokyo Disney Resort)
- Disney Resort Line (Tokyo Disney Resort)